# Matagalpa (miasto)
Matagalpa – miasto w Nikaragui, główny ośrodek miejski środkowej części kraju. Ośrodek administracyjny departamentu Matagalpa. Ludność: 98,4 tys. mieszk. (2013).
Matagalpa położona jest w rolniczym okręgu uprawy kawy i hodowli zwierząt. W pobliżu znajdują się kopalnie złota. Jest to dość ważny ośrodek przemysłowy (przemysł spożywczy, chemiczny, odzieżowy i obuwniczy).
Matagalpa od roku 1924 jest siedzibą biskupa Diecezji Matagalpy. W mieście znajduje się stara katedra pod wezwaniem św. Piotra z okresu kolonialnego.

## Galeria

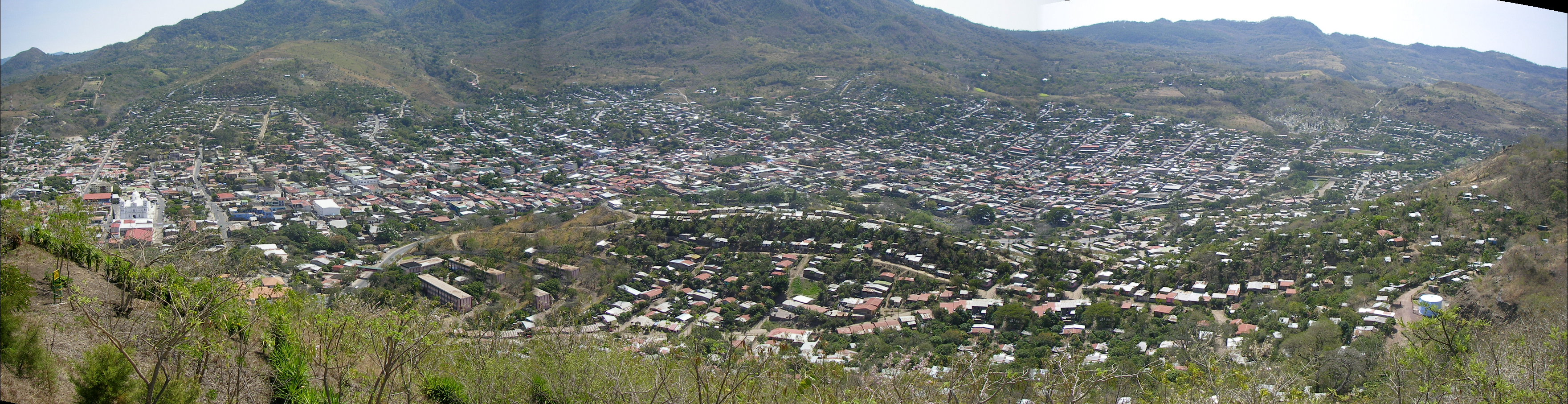
Panorama miasta
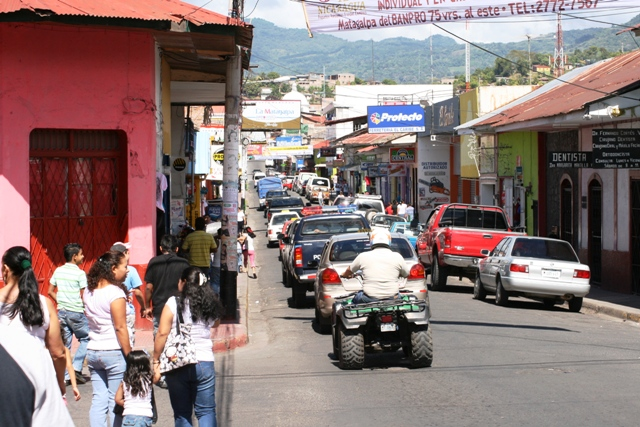
Główna ulica w centrum miasta
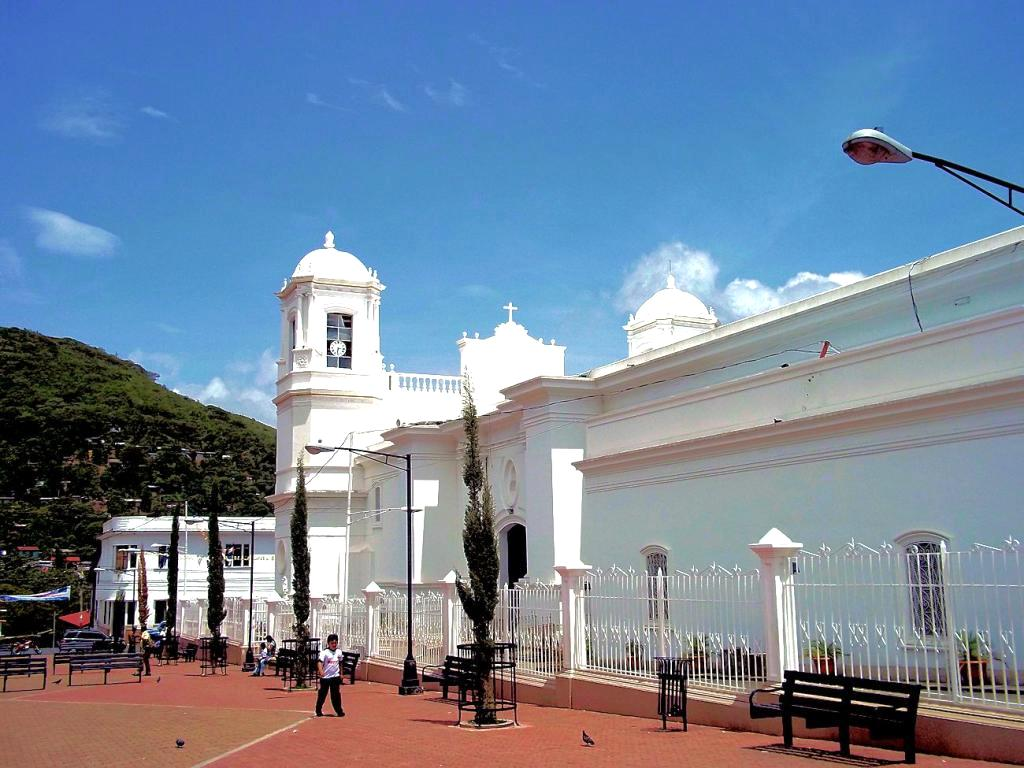
Katedra św. Piotra
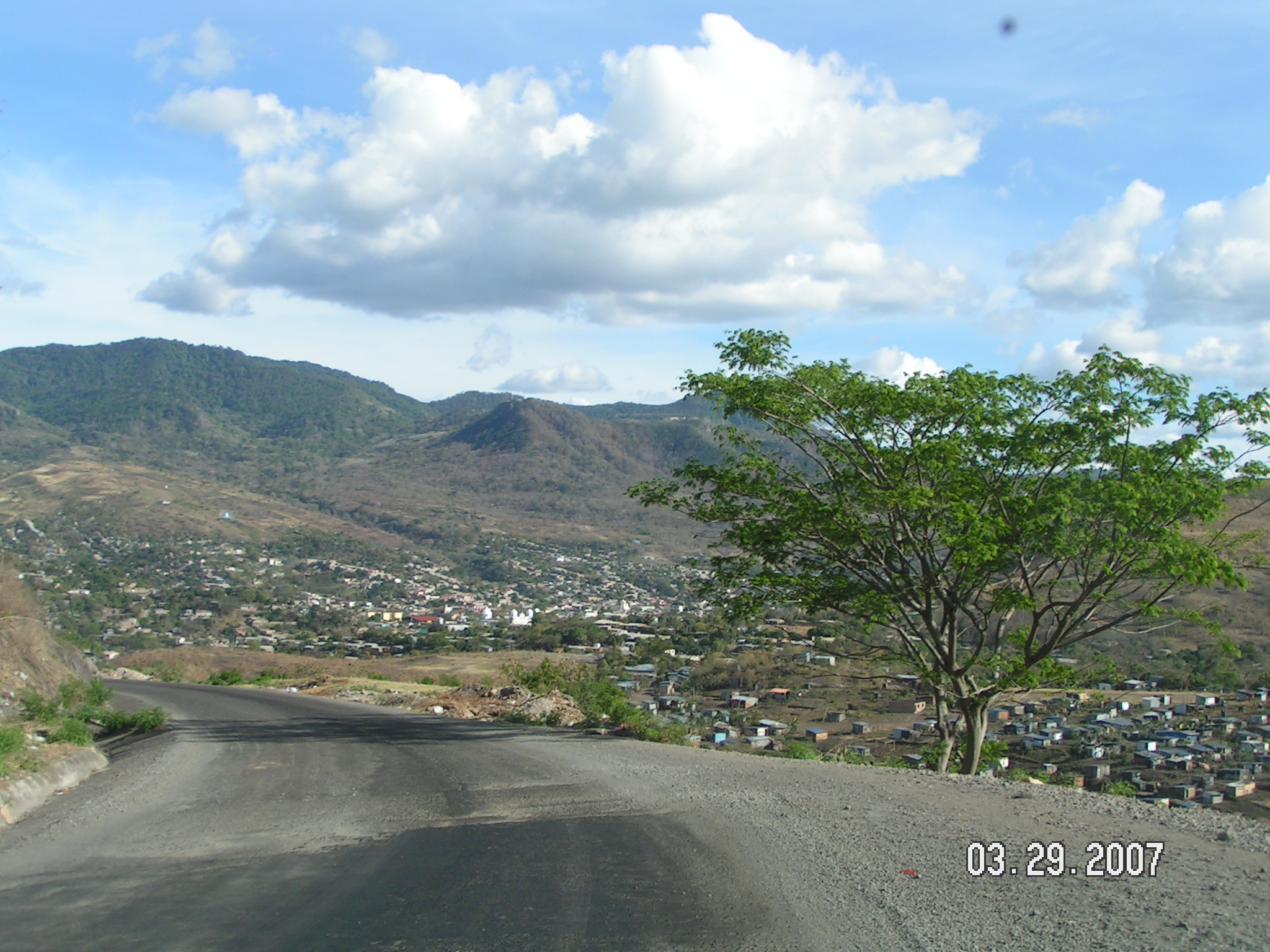
Widok na centrum z autostrady Matagalpa-Jinotega